# Adirondack Phantoms
Adirondack Phantoms var ett ishockeylag i Glens Falls, New York i den amerikanska farmarligan AHL från 2009 till 2014 och var Philadelphia Flyers farmarlag. Före säsongen 2009/2010 höll de hemma i Philadelphia under namnet Philadelphia Phantoms. Inför säsongen 2014/2015 flyttade laget till Allentown, Pennsylvania och blev Lehigh Valley Phantoms.